# Orsja
Orsja (hviderussisk og russisk: О́рша, tr. Orsja; polsk: Orsza) er en by i Vitebsk voblast i Hviderusland med 116.552(2016) indbyggere. Byen nævnes for første gang i 1067.

## Etymologi
Byen blev opkaldt efter Dneprs biflod Orsjitsa, der oprindeligt også hed "Rsha", sandsynligvis opkaldt efter den baltiske ordrod "rus" (dansk: ~ langsom strøm).

## Geografi
Orsja ligger i den sydøstlige del af Vitebsk voblast omkring 180 kilometer øst for Minsk, 120 km vest for Smolensk, 70 km mod nord af Mahiljow, 93 km mod syd fra voblastens administrative center Vitebsk og 50 km fra grænsen til Rusland.
Byen ligger centralt i Orshanskaya Vozvyshennost (dansk: ~ Orsja-højlandet), der er en del af Orsja-Mahiljow-plateauet, i Dneprs, Orsjitsas og Adrovs floddale. Området er præget af et kuperet terræn med store højdeforskelle, der varierer fra 180 moh. til 192,14 moh.
Byens højdeniveau falder ned mod Dnepr-flodlejet. Faldet sikrer vandafstrømningen fra byområdet. I Dneprs og Orsjitsas floddale findes mineralvandskilder. I omegnen af Orsja vokser fyr, gran og blandet nåleskov.
Byen er et vigtigt trafikknudepunkt på jernbanelinjen mellem Minsk og Moskva, og byen ligger ved krydset mellem motorvejene Europavej E95, der begynder i Sankt Petersborg i Rusland og ender i Merzifon i Tyrkiet, og Europavej E30, der begynder i Cork i Irland og ender i Omsk i Rusland.

### Klima
Orsja har tempereret fastlandsklima med relativt milde og våde vintre og varme og fugtige somre.
| Vejr for Orsja                                        | Vejr for Orsja | Vejr for Orsja | Vejr for Orsja | Vejr for Orsja | Vejr for Orsja | Vejr for Orsja | Vejr for Orsja | Vejr for Orsja | Vejr for Orsja | Vejr for Orsja | Vejr for Orsja | Vejr for Orsja | Vejr for Orsja |
|                                                       | Jan            | Feb            | Mar            | Apr            | Maj            | Jun            | Jul            | Aug            | Sep            | Okt            | Nov            | Dec            | År             |
| ----------------------------------------------------- | -------------- | -------------- | -------------- | -------------- | -------------- | -------------- | -------------- | -------------- | -------------- | -------------- | -------------- | -------------- | -------------- |
| Gennemsnitlig maks °C                                 | −4             | −3             | 2              | 11             | 18             | 21             | 23             | 22             | 16             | 9              | 2              | −2             | 10             |
| Gennemsnitlig min °C                                  | −10            | −10            | −6             | 2              | 7              | 10             | 12             | 11             | 7              | 2              | −3             | −7             | 1              |
| Gennemsnitlig nedbør mm                               | 35             | 30             | 34             | 45             | 60             | 74             | 96             | 79             | 61             | 53             | 47             | 41             | 655            |
| Kilde (6. august 2016): www.sunmap.eu: Orsha, Belarus |                |                |                |                |                |                |                |                |                |                |                |                |                |

## Historie
Orsja blev første gang omtalt i 1067 i Nestorkrøniken (som "Rsha"), hvilket gør den til en af de ældste byer i Hviderusland.

### Under Storfyrstendømmet Litauen
I 1320 blev Orsja en del af Storfyrstendømmet Litauen. I årene 1398-1407 blev Orsja slot bygget. Slaget ved Orsja, mellem de allierede, Storfyrstendømmet Litauen og Kongeriget Polen på den ene side og Storfyrstendømmet Moskva på den anden indtraf den 8. september 1514. Moskovitternes hær led et betydeligt nederlag; imidlertid var de allierede ikke i stand til at udnytte sejren.

### Religiøst kulturelt center
I 1555 grundlagde Mikołaj "Czarny" Radziwiłł en calvinistisk (protestantisk) orden i Orsja, en af de første i de hviderussiske områder. Fra 1500-tallet til 1700-tallet var Orsja et bemærkelsesværdigt religiøst center, med snesevis af ortodokse, protestantiske og katolske kirker og ordener. Byen var også hjemsted for en stor jødisk befolkning.
Orsja fik magdeburgrettigheder i 1620. I 1630 åbnedes det første trykkeri i Kuciejna kloster, som blev et kendt centrum for kyrilliske udgivelser. Byen blev beskadiget under den russisk-polske krig (1654-1667), der var en katastrofe for Storfyrstendømmet Litauen. Efter den første polske deling i 1772 tilfaldt byen Det Russiske Kejserrige, og blev en del af Mogiljov guvernement. Under russisk styre blev byen frataget sine magdeburgrettigheder i 1776 og fik en kulturel og økonomisk tilbagegang. Befolkningstallet faldt kraftigt til blot omkring 2.000 indbyggere.

### Napoleons invasion
I 1812 under Napoleons invasion blev store dele af byen brændt ned. Mens Orsja var under fransk kontrol, var den franske forfatter Marie-Henri Beyle (også kendt under pseudonymet Stendhal) "intendant" (leder af besættelsen).

### 1900-tallet
Ifølge folketællingen i 1897 var der omkring 7.000 jøder i Orsja ud en samlet befolkning på 13.161.
Under 1905-revolutionen i Rusland afholdt RSPAPs distriktskomite i Mahiljow og Orsja i samarbejde med de socialrevolutionære et møde for landarbejdere og småbønder i området for at skabe en fælles platform forud for valget til Dumaen. Konferencen vurderede, at valget til Dumaen kunne fremme kampen og understøtte planerne bøndernes og arbejdernes fælles aktioner.
Under Første Verdenskrig blev byen besat af tyske styrker fra februar til oktober 1918. Fra 2. februar 1919 blev Orsja en del af Homel voblast og fra 1920 Vitebsk voblast i den Russiske SFSR. Efter dannelsen af Sovjetunionen blev byen overført til Hviderussiske SSR i 1924.

### Anden verdenskrig
Under felttoget i Rusland blev Orsja besat 14. juli 1941 af Nazi-tyskland. Tyske tropper indtog højre bred af Dnepr i Orsja den 13. juli 1941 klokken 15:00 Moskva-tid. Den venstre bred blev indtaget morgenen efter. Byen blev en del af en af de områder i Hviderusland, der administrativt hørte under Heeresgruppe Mitte. Magten i Orsja blev fra den 26. juli 1941 delt mellem den lokale kommandant (tysk: Ortskommandantur) og feltkommandanten (tysk: Feldskommandantur) under feltkomandantens overhøjhed.
Ved førkrigsfolketællingen i 1939 udgjorde de jødiske indbyggere 21 % (7.992) af den samlede befolkning i byen. De af Orsjas jøder, der ikke flygtede til de ikke-besatte dele af Sovjetunionen, blev enten dræbt eller tvunget ind i Orsjas ghetto af nazisterne.
I nærheden af Orsja blev raketaffyringssystemet MRL "Katyusha" første gang taget i anvendelse i 1941. Raketterne ramte blandt andet banegården og en midlertidig bro over Dnepr-floden. Efter den tyske indtagelse brændte byen i mindst 2 dage. Under felttoget var byen ikke udsat for hårde kampe, da de sovjetiske hovedstyrker var placeret omkring de større byer nord og syd for Orsja (Vitebsk og Mahiljow). Imidlertid blev Orsja som et stort jernbaneknudepunkt udsat for omfattende luftbombardementer både af luftwaffe og det sovjetiske luftvåben. Under den tyske besættelse saboterede lokale partisangrupper jernbaneknudepunktet. Alene i 1942 sprængte partisanerne, under ledelse af Konstantin Zaslonov, 93 lokomotiver i luften på 3 måneder. Under Anden Verdenskrig ødelagde nazisterne mange fabrikker og mere end 75 % af boligmassen i byen.
Orsja blev befriet 27. juni 1944 under Vitebsk-Orsja offensiven af den 3. Hviderussiske Front under ledelse af Ivan Tjernjakhovskij.

## Kendte personer fra Orsja
- Lev Vygotskij psykolog
- Vladsimir Karatkievitsj forfatter
- Igar Mikalajevitj Zjaljazoyski hurtigløber på skøjter